# Melina León (cantante)
Yamillette Aponte Yunqué (n. Río Piedras, 12 de julio de 1973), más conocida por su nombre artístico Melina León, es una cantautora, música y actriz puertorriqueño-estadounidense de música tropical como la salsa y el merengue. También ha cantado baladas románticas y boleros. En 2010, se da a conocer como compositora, en el nuevo disco Dos caras.

## Discografía
- Mujeres liberadas (1997)
- Con los pies sobre la Tierra (1998)
- Baño de Luna (2000)
- Corazón de mujer (2001)
- Romántica & Sensual (2003)
- Melina León (2004)
- Melina León & Los TríO: Serenata en San Juan (2006)
- Vas a pagar & Sus éxitos (2007)
- No seas cobarde… (2009)
- Dos Caras (2010)
- Veneno - Single (2011)
- Tu mejor alumna - Single (2013)
- Entre la tierra y el cielo - Single (2014)
- Corre - Single (2015)
- Lo aprendí de ti - Single (2017)
- Dicen que yo soy mala - Single (2017)
- Predecible - Single (2021)
- Aprendí (2025)

## Premios y nominaciones
| Año  | Premio/Ceremonia   | Categoría                       | Resultado |
| ---- | ------------------ | ------------------------------- | --------- |
| 2010 | Premios Lo Nuestro | Mejor Artista Femenina Tropical | Ganadora  |